# Tityopsis pumila
Espèce
Tityopsis pumila est une espèce de scorpions de la famille des Buthidae.

## Distribution
Cette espèce est endémique de la province de Pinar del Río à Cuba. Elle se rencontre vers Guane.

## Description
Le mâle holotype mesure 21,52 mm.

## Publication originale
- Teruel & Rodríguez-Cabrera, 2020 : « Revision of the genus Tityopsis Armas, 1974 (Scorpiones: Buthidae). Part 1. General updates and description of four new species. » Euscorpius, no 304, p. 1-40 (texte intégral).